# Sárkány János
Sárkány János (Dunaegyháza, 1820. november 12. – Szarvas, 1895. június 18.) evangélikus lelkész.

## Élete
Sárkány Sámuel lelkész és Klementisz (Clementis) Apollonia fia. Iskoláit Sárszentlőrincen, Aszódon, Selmecen és Pozsonyban végezte; ez utóbbi helyen teológiát hallgatott, azután a gróf Zay-családnál nevelősködött. 1842. október 15-én a jenai egyetemre iratkozott be, ahol egy évet töltött. Hazatérve édesatyja, akkor pilisi lelkész mellett segédkezett. 1845. május 7-én Selmecen segédlelkésznek felszentelték; egy-két havi segédlelkészkedés után Kiskőrösön lelkész lett, mely állását 1861-ben az aszódival, 1868-ban pedig a szarvasival cserélte fel. A pesti egyházmegye körlelkésze, majd főesperese lett; ez állásától 1878-ban vált meg. Egyházmegyei számvevőszéki elnöki hivatalát haláláig viselte. 1846. június 28-án vette nőül a Pest megyei főesperes és csanádi lelkész lányát, Esztergályi Amáliát, akivel 32 évig éltek házasságban, három fiú- és egy leánygyermekük született, Jenő, Dezső, Emil és Ilma. 50 éves papi jubileumának 1895. május 7-ei megünneplésekor már betegágyában feküdt és alig több mint egy hónappal később elhunyt.

## Írásai
Cikkei a Vasárnapi Ujságban (1857. Felvilágosítás Petőfi Sándor születéshelyéről s napjáról, ezzel Petőfi születési helyét és napját végleg meghatározta, 1862. A Petőfi-emlék felállítása Kis-Kőrösön); a Családi Lapokban (1857. Az egély, példázat, Rembrandt, a száz aranyforintos kép, Berta hárfája, legenda francziából); a Kétgarasos Ujságban (1859. Példák, melyek bebizonyítják, hogy a magyar földesúr jobbágyának édes apja volt. A félkegyelmű fiú); a Nővilágban (1859. Don Bernardo de Zuniga); a Képes Ujságban (1859. Mit beszélt az én Pál bátyám egykor, Régi nóták, képes kiadásban, Fischer uram háza népének története, Megjártuk, szomorú történet, énekli egy szerencsétlen hegedűs a XIX. századból, 1860. Podmanini várrom, egy rege az előidőből, Csudálatosak Alahnak utai); a Prot. Egyh. és Isk. Lapban (1882. Az anyakönyvvezetési vitás kérdéshez).